# Thin-le-Moutier
Thin-le-Moutier is een gemeente in het Franse departement Ardennes (regio Grand Est) en telt 568 inwoners (2005). De plaats maakt deel uit van het arrondissement Charleville-Mézières.

## Geografie
De oppervlakte van Thin-le-Moutier bedraagt 41,3 km², de bevolkingsdichtheid is 13,8 inwoners per km².
De onderstaande kaart toont de ligging van Thin-le-Moutier met de belangrijkste infrastructuur en aangrenzende gemeenten.

## Demografie
Onderstaande figuur toont het verloop van het inwonertal (bron: INSEE-tellingen).

Vanwege een beveiligingsprobleem met de MediaWiki Graph-software is het momenteel niet mogelijk deze grafiek weer te geven. Zodra de software is bijgewerkt zal de grafiek vanzelf weer zichtbaar worden.

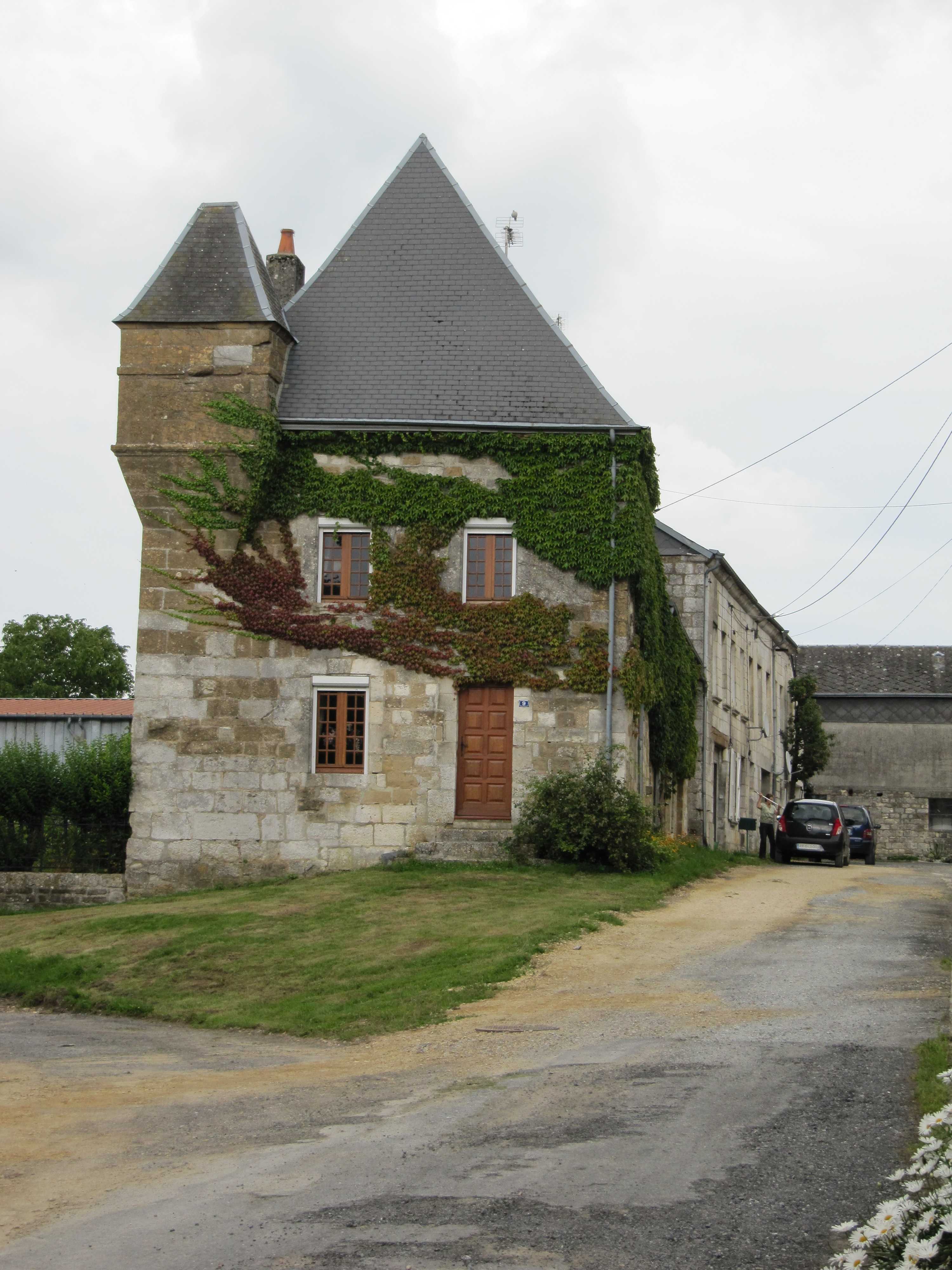
Monumentaal huis van Pache
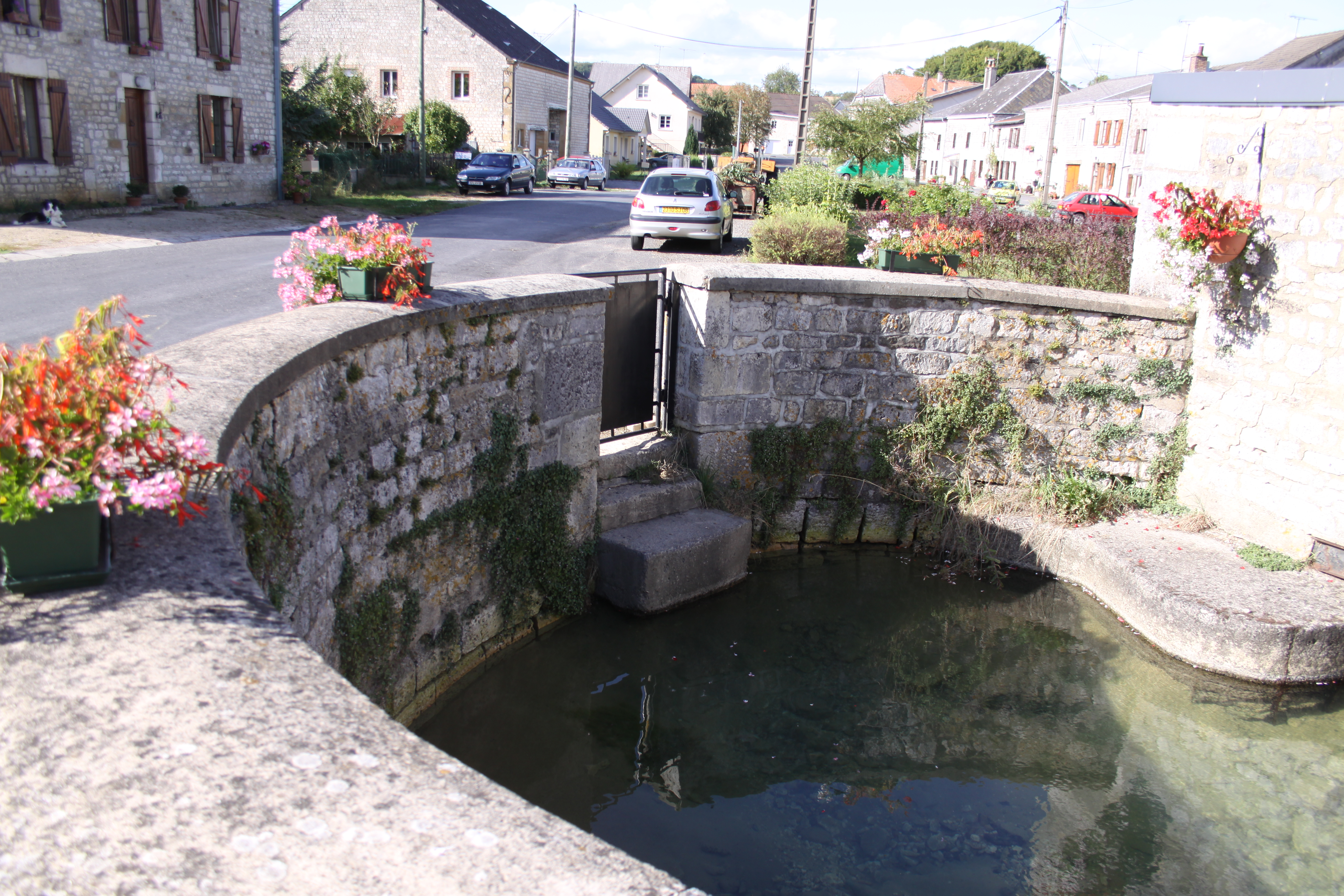
bron van riviertje Thin